# Fernando Valera Sánchez
Fernando Valera Sánchez (ur. 7 marca 1960 w Bullas) – hiszpański duchowny rzymskokatolicki, biskup diecezjalny Zamory od 2020.

## Życiorys

### Prezbiterat
Święcenia kapłańskie przyjął 18 września 1983 roku i został inkardynowany do diecezji Kartageny. Pracował głównie jako duszpasterz parafialny. W 2010 został mianowany wikariuszem biskupim, a rok później objął też funkcję ojca duchownego w diecezjalnym seminarium.

### Episkopat
30 października 2020 roku papież Franciszek mianował go biskupem diecezjalnym Zamory. Sakry biskupiej udzielił mu 12 grudnia 2020 arcybiskup Bernardito Auza – nuncjusz apostolski w Hiszpanii.